# Campeonato Mundial de Tiro de 2002
El XLVIII Campeonato Mundial de Tiro se celebró en Lahti (Finlandia) entre el 2 y el 16 de julio de 2002 bajo la organización de la Federación Internacional de Tiro Deportivo (ISSF) y la Federación Finlandesa de Tiro Deportivo.
Las competiciones se realizaron en el Centro de Tiro de Hälvälä, ubicado al oeste de la localidad finlandesa. 

## Resultados

### Masculino
| Evento                                 | Oro                                  | Plata                                    | Bronce                                      |
| -------------------------------------- | ------------------------------------ | ---------------------------------------- | ------------------------------------------- |
| Rifle 3 posiciones 300 m               | Rajmond Debevec Eslovenia 1168 pts.  | Eric Uptagrafft Estados Unidos 1165 pts. | Tomáš Jeřábek · República Checa · 1163 pts. |
| Rifle 3 posiciones 300 m (equipos)     | República Checa · 3511               | Estados Unidos 3499                      | Noruega · 3491                              |
| Rifle en pos. tendida 300 m            | Norbert Sturny · Suiza · 597         | Tomáš Jeřábek · República Checa · 597    | Michael Larsson · Suecia · 597              |
| Rifle en pos. tendida 300 m (equipos)  | Noruega · 1785                       | Estados Unidos 1783                      | Suecia · 1783                               |
| Rifle estándar 300 m                   | Marcel Bürge · Suiza · 589           | Milan Mach · República Checa · 585       | Arild Røyseth · Noruega · 583               |
| Rifle estándar 300 m (equipos)         | Suiza · 1744                         | República Checa · 1738                   | Estados Unidos 1738                         |
| Rifle 3 posiciones 50 m                | Marcel Bürge · Suiza · 1258,0        | Konstantin Prijodzhenko · Rusia · 1255,4 | Péter Sidi · Hungría · 1250,7               |
| Rifle 3 posiciones 50 m (equipos)      | Rusia · 3483                         | Estados Unidos 3482                      | Ucrania · 3470                              |
| Rifle en pos. tendida 50 m             | Matthew Emmons Estados Unidos 699,7  | Rajmond Debevec Eslovenia 698,8          | Espen Berg Knutsen · Noruega · 698,3        |
| Rifle en pos. tendida 50 m (equipos)   | Noruega · 1774                       | Ucrania · 1769                           | Rusia · 1765                                |
| Rifle de aire 10 m                     | Jason Parker Estados Unidos 699,9    | Li Jie China 699,9                       | Evgeni Aleinikov · Rusia · 699,1            |
| Rifle de aire 10 m (equipos)           | Rusia · 1785                         | China 1784                               | Estados Unidos 1781                         |
| Pistola 50 m                           | Tan Zongliang China 662,7            | Martin Tenk · República Checa · 660,3    | Vladimir Goncharov · Rusia · 657,7          |
| Pistola 50 m (equipos)                 | China 1699                           | Rusia · 1685                             | Ucrania · 1671                              |
| Pistola rápida de fuego 25 m           | Marco Spangenberg · Alemania · 690,9 | Ralf Schumann · Alemania · 690,9         | Niki Marty · Suiza · 688,3                  |
| Pistola rápida de fuego 25 m (equipos) | Alemania · 1761                      | China 1755                               | Ucrania · 1743                              |
| Pistola de fuego 25 m                  | Park Byung-Taek Corea del Sur 590    | Mijaíl Nestruyev · Rusia · 589           | Lee Sang-Hak Corea del Sur 586              |
| Pistola de fuego 25 m (equipos)        | Corea del Sur 1760                   | Noruega · 1747                           | Ucrania · 1743                              |
| Pistola estándar 25 m                  | René Vogn Dinamarca 580              | Alexander Danilov Israel 580             | Giovanni Bossi · Austria · 579              |
| Pistola estándar 25 m (equipos)        | Austria · 1708                       | Corea del Sur 1706                       | China 1705                                  |
| Pistola de aire 10 m                   | Mijaíl Nestruyev · Rusia · 685,3     | Andrija Zlatić Yugoslavia 683,9          | Franck Dumoulin Francia 683,4               |
| Pistola de aire 10 m (equipos)         | Rusia · 1745                         | China 1737                               | Ucrania · 1735                              |
| Blanco móvil 50 m                      | Maxim Stepanov · Rusia · 592         | Luboš Račanský · República Checa · 592   | József Sike · Hungría · 591                 |
| Blanco móvil 50 m (equipos)            | Rusia · 1769                         | República Checa · 1768                   | Finlandia · 1754                            |
| Blanco móvil mixto 50 m                | József Sike · Hungría · 395          | Emil Andersson · Suecia · 394            | Ľubomír Pelach · Eslovaquia · 392           |
| Blanco móvil mixto 50 m (equipos)      | República Checa · 1169               | Finlandia · 1168                         | Rusia · 1162                                |
| Blanco móvil 10 m                      | Dmitri Lykin · Rusia · 684,9         | Yang Ling China 684,9                    | Adam Saathoff Estados Unidos 681,1          |
| Blanco móvil 10 m (equipos)            | Alemania · 1733                      | Rusia · 1731                             | China 1727                                  |
| Blanco móvil mixto 10 m                | József Sike · Hungría · 390          | Michael Jakosits · Alemania · 387        | Adam Saathoff Estados Unidos 387            |
| Blanco móvil mixto 10 m (equipos)      | Rusia · 1149                         | China 1145                               | Finlandia · 1137                            |
| Foso                                   | Jaled al-Mudhaf Kuwait 146           | Michael Diamond Australia 144            | Giovanni Pellielo · Italia · 144            |
| Foso (equipos)                         | Irlanda 357                          | Australia 352                            | Finlandia · 351                             |
| Doble foso                             | Daniele Di Spigno · Italia · 188     | Walton Eller Estados Unidos 187          | Joonas Olkkonen · Finlandia · 187           |
| Doble foso (equipos)                   | Italia · 415                         | China 408                                | Kuwait 408                                  |
| Skeet                                  | Harald Jensen · Noruega · 147        | Valeri Shomin · Rusia · 147              | Ennio Falco · Italia · 146                  |
| Skeet (equipos)                        | República Checa · 355                | Estados Unidos 355                       | Rusia · 354                                 |

- RM –  récord mundial

### Femenino
| Evento                                | Oro                                        | Plata                                 | Bronce                                 |
| ------------------------------------- | ------------------------------------------ | ------------------------------------- | -------------------------------------- |
| Rifle 3 posiciones 300 m              | Charlotte Jakobsen Dinamarca 588 pts.      | Helena Juppala · Finlandia · 584 pts. | Karin Hansen Dinamarca 579 pts.        |
| Rifle 3 posiciones 300 m (equipos)    | Dinamarca 1726                             | Suecia · 1726                         | Francia 1716                           |
| Rifle en pos. tendida 300 m           | Charlotte Jakobsen Dinamarca 594           | Estelle Preti · Suiza · 593           | Lindy Hansen · Noruega · 590           |
| Rifle en pos. tendida 300 m (equipos) | Noruega · 1758                             | Francia 1756                          | Suecia · 1756                          |
| Rifle 3 posiciones 50 m               | Petra Horneber · Alemania · 675,5          | Natalia Kalnysh · Ucrania · 674,1     | Martina Prekel · Alemania · 673,0      |
| Rifle 3 posiciones 50 m (equipos)     | Ucrania · 1737                             | Alemania · 1732                       | Rusia · 1720                           |
| Rifle en pos. tendida 50 m            | Olga Dovgun · Kazajistán · 597             | Wang Xian China 593                   | Natalia Kalnysh · Ucrania · 591        |
| Rifle en pos. tendida 50 m (equipos)  | Finlandia · 1756                           | Dinamarca 1753                        | Alemania · 1753                        |
| Rifle de aire 10 m                    | Kateřina Kůrková · República Checa · 502,1 | Du Li China 500,9                     | Sonja Pfeilschifter · Alemania · 500,3 |
| Rifle de aire 10 m (equipos)          | China 1190                                 | Corea del Sur 1188                    | Ucrania · 1185                         |
| Pistola 25 m                          | Munkhbayar Dorjsuren · Alemania · 689,9    | İradə Aşumova Azerbaiyán 687,3        | Chen Ying China 687,2                  |
| Pistola 25 m (equipos)                | China 1746                                 | Rusia · 1732                          | Estados Unidos 1729                    |
| Pistola de aire 10 m                  | Olena Kostevych · Ucrania · 485,2          | Nino Salukvadze Georgia 484,9         | Olga Kuznetsova · Rusia · 484,8        |
| Pistola de aire 10 m (equipos)        | Rusia · 1145                               | Bielorrusia · 1141                    | China 1140                             |
| Blanco móvil 10 m                     | Xu Xuan China 391                          | Wang Xia China 381                    | Natalia Kovalenko · Kazajistán · 380   |
| Blanco móvil 10 m (equipos)           | China 1150                                 | Ucrania · 1099                        | Rusia · 1084                           |
| Blanco móvil mixto 10 m               | Audrey Soquet Francia 390                  | Qiu Zhiqi China 385                   | Wang Xia China 383                     |
| Blanco móvil mixto 10 m (equipos)     | China 1149                                 | Alemania · 1101                       | Ucrania · 1084                         |
| Foso                                  | Elena Tkach · Rusia · 93                   | Daina Gudzinevičiūtė · Lituania · 92  | Wang Yujin China 91                    |
| Foso (equipos)                        | Rusia · 199                                | España · 198                          | China 198                              |
| Doble foso                            | Lin Yichun Taiwán 143                      | Wang Jinglin China 142                | Kyoung Son-Hye Corea del Sur 142       |
| Doble foso (equipos)                  | China 313                                  | Estados Unidos 301                    | Taiwán 298                             |
| Skeet                                 | Diána Igaly · Hungría · 98                 | Andrea Straňovská · Eslovaquia · 95   | Elena Little Reino Unido 92            |
| Skeet (equipos)                       | China 202                                  | Rusia · 199                           | Hungría · 198                          |

## Medallero
| Núm. | País            | Oro | Plata | Bronce | Total |
| ---- | --------------- | --- | ----- | ------ | ----- |
| 1    | Rusia           | 11  | 7     | 8      | 26    |
| 2    | China           | 9   | 12    | 7      | 28    |
| 3    | Alemania        | 5   | 4     | 3      | 12    |
| 4    | República Checa | 4   | 6     | 1      | 11    |
| 5    | Noruega         | 4   | 1     | 4      | 9     |
| 6    | Dinamarca       | 4   | 1     | 1      | 6     |
|      | Suiza           | 4   | 1     | 1      | 6     |
| 8    | Hungría         | 3   | 0     | 3      | 6     |
| 9    | Estados Unidos  | 2   | 7     | 5      | 14    |
| 10   | Ucrania         | 2   | 3     | 8      | 13    |
| 11   | Corea del Sur   | 2   | 2     | 2      | 6     |
| 12   | Italia          | 2   | 0     | 2      | 4     |
| 13   | Finlandia       | 1   | 2     | 4      | 7     |
| 14   | Francia         | 1   | 1     | 2      | 4     |
| 15   | Eslovenia       | 1   | 1     | 0      | 2     |
| 16   | Austria         | 1   | 0     | 1      | 2     |
|      | Kazajistán      | 1   | 0     | 1      | 2     |
|      | Kuwait          | 1   | 0     | 1      | 2     |
|      | Taiwán          | 1   | 0     | 1      | 2     |
| 20   | Irlanda         | 1   | 0     | 0      | 1     |
| 21   | Suecia          | 0   | 2     | 3      | 5     |
| 22   | Australia       | 0   | 2     | 0      | 2     |
| 23   | Eslovaquia      | 0   | 1     | 1      | 2     |
| 24   | Azerbaiyán      | 0   | 1     | 0      | 1     |
|      | Bielorrusia     | 0   | 1     | 0      | 1     |
|      | España          | 0   | 1     | 0      | 1     |
|      | Georgia         | 0   | 1     | 0      | 1     |
|      | Israel          | 0   | 1     | 0      | 1     |
|      | Lituania        | 0   | 1     | 0      | 1     |
|      | Yugoslavia      | 0   | 1     | 0      | 1     |
| 31   | Reino Unido     | 0   | 0     | 1      | 1     |
|      | TOTAL           | 60  | 60    | 60     | 180   |